# Варненський маяк
Ва́рненський мая́к (болг. Варненски фар) — маяк у порту Варна.
Маяк також відомий як «червоний ліхтар», оскільки він світить постійним червоним світлом на мисі Варна. Його 7-ми ступенева оптика встановлена на залізному стовпі на висоті 15 м над рівнем моря і видна в 6 милях від горизонту.
15 серпня 1863 р. у Варненській затоці одночасно виявлено два маяки — на мисі Галата та на мисі Варна, де через 33 роки почали будувати нинішній хвилеріз. Будівництво головного хвилерізу, що складається з двох частин, тривало з 1896 по 1903 рік. У тому ж році компанія Sautri & Harle поставила та встановила портові маяки в кінці трьох об'єктів. Вони оснащені монофільними масляними лампами та оптичними пристроями VI ступеня і вводяться в дію 23 листопада 1903 р. Маяки були електрифіковані з берега в 1932 році. Зелений вхідний маяк розміщений у кінці відхилення від східної пристані, а червоний — на кінці південної пристані. Маяки однакові — білі, круглі та металеві, висотою 6,4 м, фокуси їх оптики знаходяться на висоті 10,1 м над рівнем моря, а постійне зелене та червоне світло видно на відстані 2 милі.